# Vapor Badia
El Vapor Badia és una antiga fàbrica situada al carrer de les Tres Creus, 127-129 de Sabadell, molt a prop de la Gran Via, el lloc de pas del primer ferrocarril de la ciutat. Des del 2002 acull la Biblioteca Vapor Badia, i a l'interior s'hi exposa l'obra Autometria 600, de l'artista sabadellenc Joan Vila i Casas, coneguda popularment com el 600 d'en Vila Casas.

## Història
Va ser projectat l'any 1867 pel mestre d'obres Josep Lacueva i Sanfeliu com a filatura d'estam i teixits de llana de Josep Oriol Badia i Juncà, la més important de Sabadell en aquella època. La nova fàbrica inicià la producció el març de 1868 amb quatre activitats: filatura per compte propi, filatura «a mans», és a dir a per altres fabricants, arrendament del local i del vapor, i desmuntatge i rentat de la llana, aquesta darrera amb el seu soci Jaume Morral i Costa.
Josep Oriol Badia va morir el 29 d’agost de 1876, i l’hereu Josep Badia i Capdevila deixà la fàbrica al seu germà Anselm.
El Vapor Badia va continuar funcionant fins a finals de la dècada de 1940, quan s'enderrocà la xemeneia. El 1997, l'Ajuntament de Sabadell va adquirir-lo per a destinar-la a biblioteca central de la ciutat, encarregant-ne la reforma a l'arquitecte municipal Josep Palau i Grau. El 1999 es col·locà la primera pedra amb la participació de Josep Maria Pujals, conseller de Cultura de la Generalitat, i de l’alcalde Antoni Farrés, i la nova biblioteca fou inaugurada el 15 de novembre del 2002, amb l'assistència de l'alcalde Manuel Bustos, el conseller de Cultura, Jordi Vilajoana, el president de la Diputació, Manuel Royes, i el rector de la UOC, Gabriel Ferraté.

## Descripció
És un conjunt fabril de planta complexa i format per diverses construccions al voltant d'un pati. Consta de dues «quadres» de planta baixa i pis amb cobertes de teula, paral·leles als carrers de les Tres Creus i de Casanovas, d'una llargada de 150 m i una amplada de 25 m i 13 m, respectivament. Les finestres, arrenglerades i regulars, són d'arc escarser. Cal destacar els elements de suport (columnes de ferro fos i les bigues de fusta del primer pis). Les finestres de la planta baixa són més grans per aprofitar l'entrada de llum natural i les del primer pis són més petites, ja que era emprat com a magatzem. L'edifici reformat manté l'estructura (pilars de fosa, sostres de fusta i rajola, coberta d'encavallades de fusta i acabat de teula), però no la casa de màquines.

### Biblioteca
Té una superfície útil de 4.520 m² dividida en tres plantes (dues d'ús públic i una de magatzem), amb gairebé 400 punts de lectura i treball, i una capacitat per a més de 165.000 documents. A la planta baixa es troba l'àrea de música i cinema, còmic i lleure, la zona de diaris i revistes, l'àrea infantil, l'àrea de literatura juvenil i el servei de préstec. A la primera planta hi ha el fons general de literatura i de coneixements, el servei d'informació, els ordinadors d'ús públic, la sala d'estudi, i dues aules de treball.
L'equipament compta també amb un auditori amb un aforament de 122 persones, que porta el nom de l'escriptor i periodista sabadellenc Francesc Trabal.
Disposa d'un fons general de més de 119.000 documents, i unes 200 subscripcions a diaris i revistes. A més del fons dedicat al municipi de Sabadell i la comarca del Vallès Occidental (col·lecció local), compta amb un dels majors fons dedicats al públic infantil i juvenil, com també amb el racó de famílies. La biblioteca disposa de quatre fons especials: el de Món laboral i cerca de feina, el fons Pere Quart i el de Cultura de la pau.
El 2024, més de 226.000 usuaris van fer-ne ús i es van fer més de 187.000 préstecs.

### Fons especials
La constitució del centre d'interès en Món laboral a la Biblioteca Vapor Badia és un projecte impulsat amb la col·laboració del servei de Promoció Econòmica de Sabadell-Vapor Llonch. El fons consta d'una selecció de més de 400 documents en els àmbits de cerca de feina, orientació laboral i ocupació, elaboració de currículums, preparació d'entrevistes de selecció, drets i legislació, seguretat social, contractes i nòmines, riscos laborals, emprenedoria i innovació, adquisició d'habilitats i competències, comunicació, gestió del temps i temaris i tests d'oposicions.
El fons infantil de Cultura de la pau recull els aspectes relatius a l'educació per la pau, el desarmament, la convivència i la cooperació internacional. El seu objectiu és promoure la cultura de la pau, a la qual no s'arriba sinó a través de l'educació i la cultura.
El fons Pere Quart conté la producció bibliogràfica i els estudis literaris i biogràfics del poeta, comediògraf, traductor i periodista sabadellenc Joan Oliver-Pere Quart, com també la producció de la resta d'escriptors de la Colla de Sabadell (grup d'intel·lectuals del qual formava part).

## Cultura popular
La Biblioteca apareix mencionada al conte L'elogi del lector (de gorra) d'Empar Moliner, inclòs al llibre Busco senyor per amistat i el que sorgeixi, editat per Quaderns Crema.